# Grigorij Alexandrovič Potěmkin
Grigorij Alexandrovič Potěmkin-Tavričeskij, správným přepisem Poťomkin-Tavričeskij, (rusky Григорий Александрович Потёмкин-Таврический; 13. záříjul./ 24. září 1739greg., Čiževo – 5. říjnajul./ 16. října 1791greg., Jasy) byl ruský šlechtic, voják, diplomat a politik, který vstoupil do dějin především jako dlouholetý rádce, milenec a neoficiální spoluvládce carevny Kateřiny II. Veliké.

## Život
Narodil se v obci Čižovo poblíž Smolenska v rodině nepříliš bohatého běloruského důstojníka šlechtického původu. Původně navštěvoval církevní školu, ale v šestnácti letech se přihlásil jako řadový voják do jízdní gardy. V roce 1756 byl přijat na gymnázium při právě založené moskevské univerzitě. Jako mimořádně nadaný student se stal jedním z dvanácti nejlepších absolventů této školy. Za odměnu byl poslán do Petrohradu a představen carevně Alžbětě I. Krátce po návratu z Petrohradu byl však ze studií vyloučen, jelikož školu přestal navštěvovat. Tuto situaci způsobil zřejmě jeho zdravotní stav. Trpěl po celý svůj život častými a dlouhodobými depresemi, stavy naprosté apatie a únavy.
Tato období trvala i několik měsíců a podle svědků se po celou tuto dobu vždy oddával náboženskému mysticismu, opíjel se, odmítal se mýt a převlékat.
Po vyloučení ze studií se vrátil do gardy, kde byl povýšen na strážmistra. V roce 1762 došlo ke státnímu převratu a moci v Rusku se ujala Kateřina II. On sám sice nepatřil k předním organizátorům tohoto převratu, ale aktivně se na něm podílel, za což byl carevnou náležitě odměněn a povýšen na podporučíka gardy. Získal také funkci carského podkomořího. Jako diplomatický kurýr strávil následující rok a půl ve Švédsku. Po návratu se jeho vojenská kariéra dále příznivě vyvíjela a v roce 1768 se přihlásil jako dobrovolník do bojů proti Turecku. Zakrátko byl povýšen na generálmajora a v roce 1773 na generálporučíka. V roce 1772 byl moci zbaven dosavadní favorit a milenec Kateřiny II. Grigorij Orlov a byl nahrazen Alexejem Vasilčikovem. Toho se však carevna Kateřina brzy nabažila a jeho místo v roce 1775 ve svých pětatřiceti letech zaujal Potěmkin. Ten získával jedno vyznamenání za druhým, velkolepé dary a hodnosti a brzy se stal jedním z nejbohatších a nejvlivnějších mužů Ruska. Získal titul hraběte, následně v roce 1776 i titul říšského knížete, který mu na přání carevny udělil císař Svaté říše římské Josef II.
Po Potěmkinovi přišla ještě celá řada dalších carevniných milenců (z nichž většinu vybral pro carevnu on sám), ale on zůstával nadále ve svých funkcích a byl neoficiálním spoluvladařem, rádcem a blízkým přítelem Kateřiny II. Veliké až do své smrti. Povahově byl protipólem carevny. V politice byl méně cynický než ona a byl zastáncem méně tvrdých způsobů řešení některých situací – například ve vztahu k Polsku. Na druhé straně byl i rozhodnější než carevna a současníci jej považovali za skvělého organizátora a administrátora. Měl rovněž spoustu těžko realizovatelných politických i vojenských plánů a nápadů, zatímco Kateřina uvažovala spíše prakticky a střízlivě. Kníže Tauridský, jak zněl jeho titul, měl ovšem s Kateřinou také mnoho společných zálib. Tou největší bylo asi užívání si přepychu a nekontrolovaného utrácení peněz. Žádný z dosavadních ani následujících favoritů Kateřiny II. Veliké nestál státní pokladnu tolik jako Potěmkin.

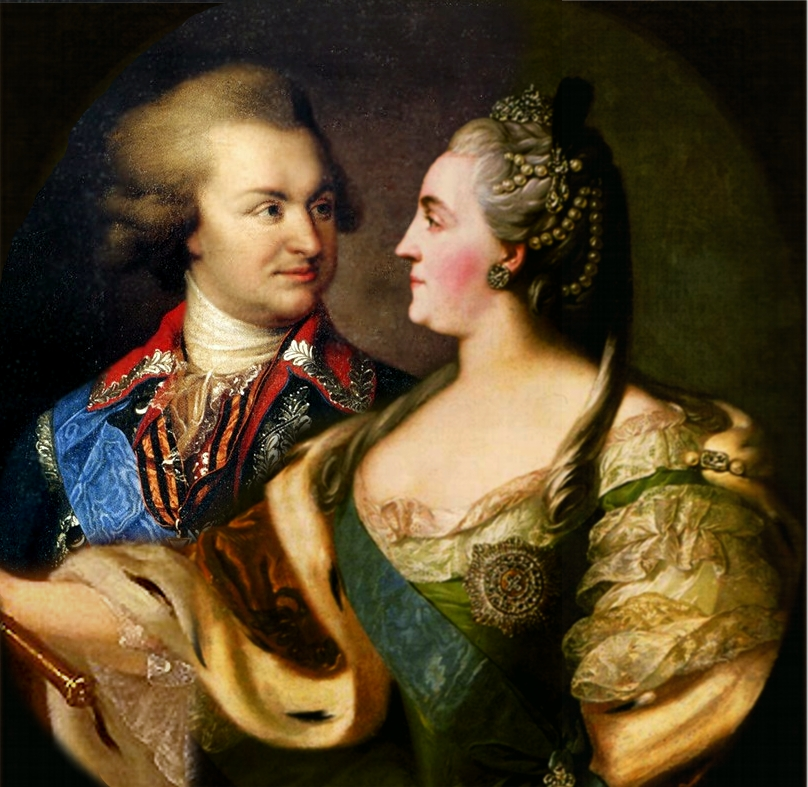
Kníže Potěmkin a carevna Kateřina II.

Největšího úspěchu své kariéry dosáhl jako vicekrál a vladař nově připojených území na jihu Ruska. V březnu 1774 jej carevna jmenovala generálním gubernátorem Novorossijska. V roce 1785 byla tato gubernie přejmenována na Jekatěrinoslavskou a byla k ní připojena i Taurida (dnešní Krym). Potěmkin se rozhodl tuto téměř liduprázdnou oblast proměnit v nejbohatší kraj Ruska. Z celé Evropy byli zváni cizí kolonisté, aby tato místa osídlili. Největší rozmach výstavby Novorossijska začal po roce 1783, kdy do oblasti dorazily velké finanční prostředky na její rozvoj a začala výstavba Sevastopolu. Další vývoj ovšem ukázal, že tyto velké plány daleko přesahují reálné možnosti státní pokladny. Carevna jej ovšem bezvýhradně podporovala, jelikož jeho kolonizační plány byly plně v souladu s její myšlenkou na postupné vytlačení Turecka z blízkých oblastí a ovládnutí Černého moře, Balkánu a následné dobytí Cařihradu a vytvoření Řecké východní říše. Tohoto ctižádostivého plánu se však nepodařilo nikdy dosáhnout.
V roce 1787 pozval carevnu Kateřinu II. Velikou na inspekční cestu na Krym (v této době vznikl výraz potěmkinské vesnice).
Zanedlouho poté rusko–rakouská koalice v několika bitvách porazila turecká vojska a rusko-turecká válka byla ukončena v roce 1790 dobytím Izmajilu. Potěmkin sám obdržel plnou moc, aby zahájil mírová jednání s Turky. Do Jasů (v dnešním Rumunsku) byla svolána mírová konference, ale té se již nezúčastnil. Do Jasů sice dorazil, ale ve velmi špatném zdravotním stavu. Odtud se vydal na cestu do Nikolajeva, ale během této cesty zemřel, zřejmě na následky perforace žlučníku.

## Ostatky
Potěmkin byl pohřben v chrámu sv. Kateřiny v Chersonu. Po ruské invazi v roce 2022 byly před následným stažením ruských jednotek z Chersonu Potěmkinovy ostatky vyzdvihnuty a přeneseny do Ruska, pravděpodobně do Moskvy. Přenesení ostatků bylo oznámeno 26. října Vladimirem Saldem (vůdce okupační správy Chersonské oblasti). To je již podeváté, co se s Potěmkinovými ostatky hýbalo.